# Patinaj viteză pe pistă scurtă la Jocurile Olimpice de iarnă din 2022
Probele sportive de patinaj viteză pe pistă scurtă la Jocurile Olimpice de iarnă din 2022 s-au desfășurat în perioada 5-16 februarie 2022 la Beijing, China la Capital Indoor Stadium.

## Sumar medalii

### Clasament pe țări
| Loc   | Țară          | Aur | Argint | Bronz | Total |
| ----- | ------------- | --- | ------ | ----- | ----- |
| 1     | Coreea de Sud | 2   | 3      | 0     | 5     |
| 2     | China         | 2   | 1      | 1     | 4     |
| 2     | Olanda        | 2   | 1      | 1     | 4     |
| 4     | Italia        | 1   | 2      | 1     | 4     |
| 5     | Canada        | 1   | 1      | 2     | 4     |
| 6     | Ungaria       | 1   | 0      | 2     | 3     |
| 7     | COR           | 0   | 1      | 1     | 2     |
| 8     | Belgia        | 0   | 0      | 1     | 1     |
| Total | Total         | 9   | 9      | 9     | 27    |

### Probe sportive

#### Masculin
| Probă sportivă              | Aur                                                                                             | Aur      | Argint                                                                                           | Argint    | Bronz                                                                        | Bronz    |
| 500 metri detalii           | Shaoang Liu · Ungaria                                                                           | 40,338   | Konstantin Ivliev COR                                                                            | 40,431    | Steven Dubois · Canada                                                       | 40,669   |
| 1.000 metri detalii         | Ren Ziwei · China                                                                               | 1:26,768 | Li Wenlong · China                                                                               | 1:29,917  | Shaoang Liu · Ungaria                                                        | 1:35,693 |
| 1500 metri detalii          | Hwang Dae-heon · Coreea de Sud                                                                  | 2:09,219 | Steven Dubois · Canada                                                                           | 2:09.,254 | Semion Elistratov COR                                                        | 2:09,267 |
| Ștafetă 5.000 metri detalii | Canada · Charles Hamelin · Steven Dubois · Jordan Pierre-Gilles · Pascal Dion · Maxime Laoun[a] | 6:41,257 | Coreea de Sud · Lee June-seo · Hwang Dae-heon · Kwak Yoon-gy · Park Jang-hyuk · Kim Dong-wook[a] | 6:41,679  | Italia · Pietro Sighel · Yuri Confortola · Tommaso Dotti · Andrea Cassinelli | 6:43,431 |

#### Feminin
| Probă sportivă              | Aur                                                                              | Aur      | Argint                                                                 | Argint   | Bronz                                                     | Bronz    |
| 500 metri detalii           | Arianna Fontana · Italia                                                         | 42,488   | Suzanne Schulting · Olanda                                             | 42,559   | Kim Boutin · Canada                                       | 42,724   |
| 1.000 metri detalii         | Suzanne Schulting · Olanda                                                       | 1:28,391 | Choi Min-jeong · Coreea de Sud                                         | 1:28,443 | Hanne Desmet · Belgia                                     | 1:28,928 |
| 1.500 metri detalii         | Choi Min-jeong · Coreea de Sud                                                   | 2:17,789 | Arianna Fontana · Italia                                               | 2:17,862 | Suzanne Schulting · Olanda                                | 2:17,865 |
| Ștafetă 3.000 metri detalii | Olanda · Suzanne Schulting · Selma Poutsma · Xandra Velzeboer · Yara van Kerkhof | 4:03,409 | Coreea de Sud · Seo Whi-min · Choi Min-jeong · Kim A-lang · Lee Yu-bin | 4:03,627 | China · Qu Chunyu · Han Yutong · Fan Kexin · Zhang Yuting | 4:03,863 |

#### Mixt
| Probă sportivă          | Aur                                                                     | Aur      | Argint | Argint   | Bronz                                                                                               | Bronz    |
| 2000 metri mixt detalii | China · Qu Chunyu · Fan Kexin · Wu Dajing · Ren Ziwei · Zhang Yuting[a] | 2:37,348 | Italia · Arianna Fontana · Martina Valcepina · Pietro Sighel · Andrea Cassinelli · Arianna Valcepina[a] · Yuri Confortola[a] | 2:37,364 | Ungaria · Petra Jászapáti · Zsófia Kónya · Shaoang Liu · Shaolin Sándor Liu · John-Henry Krueger[a] | 2:40,900 |

a Sportivi care nu au participat la finală, dar au primit medalii.